# Martín Rodríguez (hockeista su pista)
Martín Rodríguez Garaboa (La Coruña, 17 agosto 1994) è un hockeista su pista spagnolo.

## Palmarès

### Club

#### Titoli nazionali
- Coppa del Re: 1

Deportivo Liceo: 2021
- Supercoppa di Spagna: 2

Deportivo Liceo: 2018, 2021